# Марку, Ион
Ион Марку (рум. Ion Marcu; 1 января 1949 — 19 ноября 2021, Тимишоара) — румынский рабочий и политический деятель, активный участник антикоммунистической декабрьской революции 1989, один из лидеров восстания в Тимишоаре и основателей Румынского демократического фронта. В 1992—2004 сенатор от Демократического фронта национального спасения, Социал-демократической партии и партии Великая Румыния.

## В Тимишоарском восстании
Родился в рабочей семье. Работал на тимишоарском машиностроительном заводе UMT. Проживал с женой и сыном. Был убеждённым антикоммунистом, противником правящей компартии РКП и режима Чаушеску.
16 декабря 1989 в Тимишоаре поднялись массовые протесты. Ион Марку активно включился в движение. Впоследствии его называли «душой улицы». 20 декабря Ион Марку в белой накидке с надписью Libertate — Свобода вывел четырёхтысячную колонну рабочих UMT к зданию Тимишского жудецкого комитета РКП. Сохранилась фотография Марку, обращающегося к солдатам.
Власти попытались подавить восстание силами Секуритате, милиции и армии. В завязавшихся столкновениях погибли десятки людей. К вечеру 20 декабря Тимишоара фактически оказалась в руках восставших. На переговоры прибыл премьер-министр СРР Константин Дэскэлеску. Встреча, в которой участвовал Ион Марку, оказалась безрезультатной, но лидеры восстания заявили главе правительства: «Власть больше не в ваших руках».
В тот же день был создан Румынский демократический фронт (РДФ), взявший на себя руководство восстанием. 22 декабря РДФ сформировал в Тимишоаре отделение общенационального Фронта национального спасения (ФНС). Ион Марку вошёл в Тимишский Совет ФНС.
С самого начала в РДФ образовались два крыла — умеренное и радикальное. Умеренные — представители статусной интеллигенции, во главе которых стоял доцент Политехнического института Лорин Фортуна — выступали за отстранение от власти клана Чаушеску, но готовы были договариваться с аппаратом РКП (к ним пытался примкнуть даже первый секретарь жудецкого парткомитета Раду Бэлан). Радикалы опирались на стихийно образованную «революционную гвардию» — участников уличных боёв. Они добивались свержения РКП и коммунистического режима в целом. Лидерами радикалов стали рабочие Сорин Опря, Иоан Саву, Петре Петришор, Ион Марку.

## Партийный политик и сенатор
После победы Рождественской революции Ион Марку оставался на радикальных позициях. 12 января 1990, в день национального траура по жертвам коммунистического режима, Марку возглавил тимишоарскую демонстрацию противников неокоммунизма. Лорин Фортуна был отстранён от власти в Тимишоаре. Стала широко известна фраза Марку на митинге: Mesele mă vrea pe mine — Дело хочет меня (Для дела нужен я). Митинги 12 января прошли по всей стране, в результатом стало объявление РКП вне закона.
После раскола ФНС Ион Марку вступил в Демократический фронт национального спасения (ДФНС), созданный сторонниками президента Иона Илиеску (в этом, помимо прочего, выразилось неприятие либерального экономического курса премьер-министра Петре Романа). Как представитель ДФНС в 1992 был избран в сенат Румынии.
С 1993 Ион Марку состоял в Социал-демократической партии (СДП) во главе с Илиеску. Избрался в сенат от СДП на выборах 1996. Перед парламентскими выборами 2000 перешёл в оппозиционную национал-популистскую партию Великая Румыния Корнелиу Вадима Тудора. Представлял «Великую Румынию» в сенате до 2004.
В качестве парламентария Ион Марку занимался вопросами правоохраны, социальных отношений и правозащиты. Состоял в сенатских комиссиях по обороне, национальной безопасности и общественному порядку, по трудовым отношениям, социальной защите и поддержке семьи, по сельскому и лесному хозяйству, по расследованию злоупотреблений и борьбе с коррупцией. Был членом парламентской группы румыно-португальской дружбы.

## Монастырь, кончина и память
С середины 2000-х Ион Марку отошёл от политики и общественной деятельности. Из-за стеснённости в средствах вынужден был перебраться из Тимишоары в Караш-Северин. Жил в православном монастыре на попечении монахинь. Его взгляд на собственное положение и на происходящее в стране был отмечен глубокой грустью.
Незадолго до смерти Ион Марку вернулся в Тимишоару. Скончался от тяжёлой болезни в возрасте 72 лет.
Похороны на тимишоарском Кладбище Героев организовала Революционная ассоциация «Братство Равенство Сотрудничество» — организация ветеранов событий 1989 года. На траурной церемонии присутствовали многие соратники Иона Марку. Участники декабрьских боёв вспоминали его с уважением и благодарностью.

## Награды
- Медаль «Румынская революция декабря 1989 года» (13 декабря 1991 года)[13]